# فهرست سفیران ایران در جمهوری چک
در سال ۱۳۰۴ روابط سیاسی بین ایران و جمهوری چکسلواکی برقرار شد و سفیران ایران در ایتالیا نزد دولت چکسلواکی اکردیته شدند ضمناً دولت ایران در پراگ یک کنسولگری دایر نمود.

## پهلوی
چکسلواکی
- احمد اقبال (وزیرمختار) ۱۳۳۸ - ؟
- محمد گودرزی (وزیرمختار) ؟ - ۱۳۴۰
- جمشید قریب از شهریور ۱۳۴۰ تا ۲۱ مرداد ۱۳۴۱ وزیر مختار و از آن تاریخ که سفارت به سفارت کبری ارتقا یافت، تا اردیبهشت ۱۳۴۲ سفیر بود.
- مسعود فروغی از شهریور ۱۳۴۲ تا شهریور ۱۳۴۴
- عبدالاحد دارا از اردیبهشت ۱۳۴۵ تا اردیبهشت ۱۳۴۸
- هوشنگ صفی‌نیا از اردیبهشت ۱۳۴۸ تا مهر ۱۳۵۲
- امیرمحمد اسفندیاری از مهر ۱۳۵۲ تا اسفند ۱۳۵۶
- ناصرالدین میرفخرائی از اسفند ۱۳۵۶ تا اردیبهشت ۱۳۵۸

## جمهوری اسلامی
چکسلواکی
- یحیی معتمد وزیری (دولت موقت بازرگان)
- محمدعلی سرمدی راد
- سید محمدعلی حسینی ۱۳۶۶ - ؟
- رسول موحدیان عطار

جمهوری چک
- رسول موحدیان عطار
- سید جعفر هاشمی ۱۳۷۵ تا ۱۳۷۷ (پایان نیمه‌کاره سفارت بدلیل کاهش سطح روابط سیاسی دو کشور بواسطه استقرار رادیو فردا در پراگ)
- محسن شریف خدایی ۱۳۷۸ تا ۱۳۸۲
- سید حسین رضوانی ۱۳۸۲ تا ۱۳۸۵
- مجید نیلی احمدآبادی ۱۳۸۵ تا ۱۳۸۸
- رشید حسن‌پور ۱۳۸۸ تا ۱۳۹۰
- غلامرضا دریک‌ وند ۱۳۹۰ تا ۱۳۹۳
- علی جوکار ۱۳۹۳ تا ۱۳۹۷
- اکبر امینیان ۱۳۹۷ تا ۱۴۰۰
- کیومرث کاظمی ۱۴۰۰ تا ۱۴۰۱ (مسول موقت سفارت )
- مجید قافله‌باشی ۱۴۰۱ تاکنون[۱]